# الاواسي (بعدان)

تعديل مصدري - تعديل

الاواسي محلة تابعة لقرية جرانة، التابعة لعزلة جرانة بمديرية بعدان إحدى مديريات محافظة إب في الجمهورية اليمنية، بلغ تعداد سكانها 42 حسب تعداد اليمن لعام 2004.